# Мотрильские мученики
 Мотрильские мученики  (Мученики из Мотриля) — группа блаженных Римско-Католической Церкви, мучеников, пострадавших в 1936 году за свою веру во время гражданской войны в Испании. Группа мотрильских мучеников состоит из восьми монахов августинцев, которые занимались различной проповеднической и благотворительной деятельность в городе Мотриль, Испания.

## История мученичества
После победы на выборах в феврале 1936 года Народного Фронта в Испании Испанская Католическая церковь заняла непримиримую позицию по отношению к правительству республики. Правительство приняло ответные меры, не всегда адекватные - напр. закрытие и конфискация некоторых храмов, в которых читались проповеди с призывами свергнуть правительство, превращение их в музеи и запрет богослужений в них. Церковь поддержала военных заговорщиков во главе с Молой. В результате началась Гражданская война. На территории контролируемой республиканцами поддерживавшая путчистов Католическая Церковь подверглась гонениям со стороны представителей властей Испанской Республики. Были закрыты практически все католические храмы, верующие не могли исполнять свои религиозные потребности.
Августинцы, проживавшие в Мотриле, вопреки запрету, не покинули город и остались служить в местной церкви, призывая к свержению "безбожного республиканского режима", прославляя и благословляя победы мятежников. В результате 25.07.1936 года они были арестованы анархистской милицией и расстреляны ею.
Впрочем, у анархистов было своё оправдание этому - "они стреляли в нас, и мы приняли ответные меры".

## Список мотрильских мучеников
- Паласиос, Деограсиас — священник
- Рада, Иосиф — священник
- Морено, Юлиан — священник
- Диес, Иосиф Ричард — монах
- Пинилья, Висенте — священник
- Сьерра, Эммануэль Мартин — священник
- Солер, Винцент — священник
- Инчаусти, Леон

## Прославление
7.03.1999 года Мотрильские мученики были причислены к лику блаженных римским папой Иоанном Павлом II вместе с другими 186 испанскими мучениками, пострадавшими во время Гражданской войны в Испании.
День памяти — 5 мая.